# Memphis Mafia

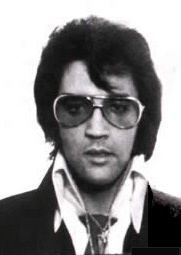
Elvis Presley

Le terme Memphis Mafia sert à nommer un groupe de personnes qui entourait le chanteur américain Elvis Presley . 
Ce surnom est apparu dans les années 1960 lorsqu'Elvis tournait des films à Hollywood. À l'arrivée des proches d'Elvis tous vêtus de costumes en mohair un observateur se demanda qui était cette "mafia" entourant Elvis; la presse s'empara de l'expression utilisée comme un trait d'humour sans aucun lien avec l'organisation criminelle. 
Si les termes « Tennessee Mafia » et « Memphis Mafia » furent un temps également utilisés par les journalistes, c'est finalement le second  qui perdura et fut conservé plus tard lorsqu'Elvis recommença à faire des tournées. 
Toutefois, Elvis a toujours été accompagné d'un entourage tout au long de sa carrière de 1954 à sa mort en 1977. 
Ce groupe comprenait des amis, des associés, des salariés et des cousins. 
Sa composition a beaucoup changé au fil des années, les membres du groupe partant et revenant en fonction de leurs aspirations professionnelles ou de leurs contingences familiales.

## Bref historique
Au début de sa carrière, Elvis était notamment accompagné de ses cousins Gene Smith et (son frère) Carroll Junior Smith. Nettement plus réduit à l'époque, l'entourage d'Elvis comprenait néanmoins également des amis très proches comme Nick Adams et Judy Spreckels.
Red West, George Klein et Marty Lacker sont des amis d'école qui ont rejoint également l'entourage d'Elvis. Le cousin de Red West, Sonny West rejoignit l'entourage d'Elvis en 1958 lorsque son cousin Red l'invita à venir patiner avec Elvis.
Lorsqu'il séjourna en Allemagne (octobre 1958 - mars 1960) pour son service militaire, Elvis fut accompagné par Lamar Fike (intégré au groupe l'année précédente) et Red West. Lorsque Red West rentra aux États-Unis en 1959, il fut remplacé par Cliff Gleaves.
Charlie Hodge et Joe Espositofont partie des amis de service militaire qui allaient ultérieurement intégrer la Mafia de Memphis.
En 1962, Billy Smith, un autre cousin d'Elvis, intégra le groupe.
En 1964, Jerry Schilling qui avait connu Elvis lors d'une partie de football dans les années 1950, intégra également la Memphis Mafia. À la même époque, Larry Geller, coiffeur et conseiller spirituel d'Elvis, a également rejoint le groupe.
En février 1967, lorsqu'Elvis acheta le circle G ranch, Alan Fortas -membre du groupe depuis plusieurs années grâce à George Klein- géra la propriété. De l'avis général, le ranch permit au groupe de passer de très bons moments dans un contexte qui se rapprochait d'une vie en communauté.
Toutefois, après le mariage d'Elvis en mai 1967, la Mafia de Memphis fut progressivement plus réduite.
Au fil du temps, néanmoins, Elvis reconstitua son entourage avec le retour de certains anciens membres et l'arrivée de nouveaux comme Dick Grob.
Le 16 août 1978, Dick Grob et Al Strada étaient deux membres de la Memphis Mafia toujours en poste à Graceland pour aider le père d'Elvis à préserver la mémoire de son fils à l'heure où l'idée de créer un musée à Graceland continuait à circuler. Un an après le décès d'Elvis, Dick Grob évalua à 1.200 par heure le nombre de fans réunis aux portes de Graceland (comme ils avaient pris l'habitude de le faire depuis le jour où Elvis acheta la propriété).

## Structuration du groupe
D'abord informelle puisque basée sur des liens amicaux et familiaux, la Memphis Mafia s'organisa progressivement.  
Marty Lacker rédigea un document reprenant une description précise des tâches de chacun.
Il réalisa également le design d'un arbre de vie en décembre 64. Les noms gravés sur le pendentif  offert à Elvis pour son anniversaire du 8 janvier 65 permettent de connaître la composition de la Memphis Mafia à cette époque :
- Billy Smith
- Alan Fortas
- Joe Esposito
- Richard Davis
- Mike Keeton
- Red West
- Larry Geller
- Jerry Schilling
- Marty Lacker

En 1970, Elvis créa le symbole qui reste attaché à l'histoire du groupe : des pendentifs ornés des initiales tcb (pour taking care of business) et d'un éclair (puisque tout devait être fait rapidement).
En termes de rémunération, Elvis fit preuve de sa générosité habituelle également à l'égard de son entourage proche, accordant des bonus et des cadeaux en plus des rémunérations fixes prévues pour ceux qui faisaient partie de son personnel. L'idée d'Elvis était d'utiliser son argent pour faire des cadeaux rappelant à son entourage l'importance qu'il accordait à leur amitié.

## A Hollywood
Au fil du temps Elvis a progressivement impliqué les membres de son entourage dans le tournage de ses films.  
De simples figurants ou cascadeurs, certains sont même devenus acteurs. Red West a notamment participé à différentes séries télévisées de Robert Conrad qu'il rencontra grâce à Elvis (les mystères de l'Ouest, les têtes brûlées). 
Charlie Hodge a tenu son propre rôle dans le téléfilm le roman d'Elvis réalisé par John Carpenter avec Kurt Russel dans le rôle d'Elvis.
Marty Lacker a dessiné les costumes d'Elvis pour les films Double trouble et Spinout.
Elvis a demandé à Jerry Schilling de l'accompagner pour la production de son projet de film sur le karate.
Les plaisanteries échangées entre Elvis et la Memphis Mafia ont notamment été captées par les caméras de Denis Sanders durant le tournage du documentaire Elvis that's the way it is.

## Dans la discographie d'Elvis
Elvis a également impliqué différents membres de la Memphis Mafia dans sa musique. Il a incité Red West à s'investir dans l'écriture de ses chansons. Ils ont ainsi écrit avec la collaboration de Charlie Hodge la chanson "you'll be gone".
Charlie Hodge apparaît ponctuellement parmi les musiciens des sessions d'enregistrement, par exemple lors de la session à la jungle room.
Marty Lacker qui travaillait avec Chips Moman à l'époque a encouragé Elvis à enregistrer à l'American Sound Studio de Memphis, ce qui aboutit aux légendaires sessions d'enregistrement de 1969. 
Lamar Fike a repris une phrase entendue chez Elvis (It's your baby you rock it) pour proposer à Shirl Milete d'écrire une chanson pour Elvis sur base de ce titre.
George Klein, célèbre disc jockey de Memphis, tenait aussi Elvis informé de ce qui se passait sur la scène musicale. Lors d'un retour Hollywood-Memphis, Elvis conduisait le bus du groupe quand il entendit Tom Jones chanter "Green Green grass of home" dans l'émission de radio de son ami George. Particulièrement touché par le thème de la chanson à l'heure de rentrer dans son cher Graceland, Elvis contacta la radio pour demander à George de la rediffuser à de multiples reprises.